# Twelfth Night (pel·lícula de 1910)

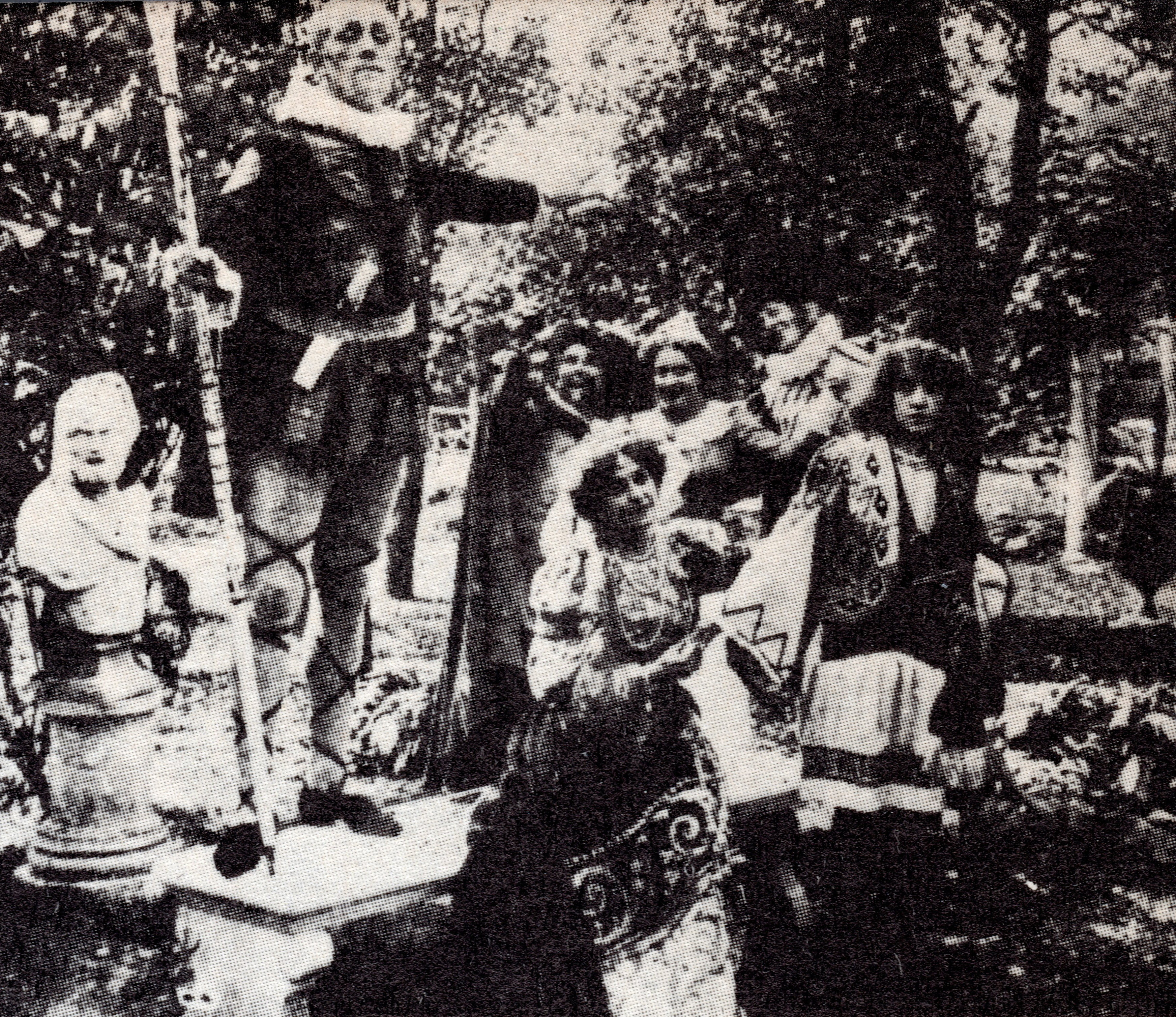
Charles Kent, Julia Swayne Gordon i Marin Sais en un fotograma de la pel·lícula

Twelfth Night és una pel·lícula muda de la Vitagraph dirigida per Charles Kent o Eugene Mullen segons les fonts i protagonitzada per Julia Swayne Gordon, Florence Turner, Edith Storey, Tefft Johnson i el propi director. Basada en l’obra Nit de Reis de William Shakespeare, es va estrenar el 5 de febrer de 1910.

## Argument
Viola i el seu germà bessó Sebastian naufraguen durant un viatge. Viola és rescatada però creu que en Sebastian ha mort. Entre les restes del naufragi troba un bagul amb roba del seu germà i decideix disfressar-se de noi. En assabentar-se que es troba dins del regne del jove duc Orsino es presenta en el seu castell on és emprada com a patge. El duc està enamorat de la comtessa Olivia. Viola s'enamora del duc però aquest l’envia com a patge amb una carta d'amor per a Olivia. Tan bon punt l'Olivia veu el jove patge se n'enamora creient que és un noi i li regala una joia, i més tard, a través de Malvolio, el seu camarlenc, també un anell.
Sebastian, que també s’ha salvat del naufragi ha estat cercant la seva germana i la troba per casualitat al castell d’Olivia. Segueixen les explicacions, i Olivia li és fàcil enamorar-se ara de Sebastian, que s'enamora bojament d'Olivia. Apareix Orsino que troba Olivia abraçada a Sebastian. Viola es presenta ara davant el duc com ella mateixa i li explica la seva suplantació. Orsino queda tan sorprès de la seva bellesa i intel·ligència que li declara el seu amor i li demana que es casi amb ell.

## Repartiment
- Julia Swayne Gordon (Olivia)
- Charles Kent (Malvolio)
- Florence Turner (Viola)
- Edith Storey (Sebastian)
- Tefft Johnson (Orsino)
- Marin Sais (Maria)
- William J. Humphrey (Sir Toby Belch)
- James Young (Sir Andrew Aguecheek)